# Gottlieb Nittauff
Gottlieb Sigismundus Nittauff (även stavat Nietow), döpt 11 maj 1685 i Tyska S:ta Gertruds församling i Stockholm, död 1722, var en svensk organist och tonsättare.

## Biografi
Nittauff var en av nio söner till trumpetare Johan Nicolaus Nittau. År 1705 fick Gottlieb Nittauff anställning som organist vid Sankt Jacobs kyrka i Stockholm då han efterträdde Martin Decker den yngre (son till Gustav Dübens kusin). År 1710 slutade han sin tjänst och efterträddes av Reinhold de Croll.
Den 8 mars 1710 anställdes han som organist vid Göteborgs domkyrka i Göteborg. Den 13 juni 1713 gifte han sig med Anna Margareta Brockman. Han begravdes den 22 maj 1722 och församlingen bekostade begravningen.

### Orglar
Den orgeln han spelade på i S:t Jacobs kyrka i Stockholm var byggd 1662 av Frans Bohl. Den restaurerades 1698 av Hans Heinrich Cahman. Dispositionen från år 1692 då orgeln avsynades finns bevarad och är följande:
| Manual              | Ryggpositiv      | Bröstverk                  | Pedal         |
| ------------------- | ---------------- | -------------------------- | ------------- |
| Princial 16'        | Principal 8'     | Octava 8' (eller 4')       | Principal 16' |
| Qvintadena 16'      | Gedackt 8'       | Gedackt 8'                 | Gedackt 16'   |
| Octava 8'           | Qvintadena 8'    | Discant                    | Octava 8'     |
| Gedackt 8'          | Octava 4'        | Gedackt 4'                 | Octava 4'     |
| Stor Octava 4'      | Flöjt (täckt) 4' | Octava 2'                  | Flöjt 4'      |
| Kleine Qvinta 3'(?) | Salicional 4'    | Sifflöjt (=Qvinta) 1 1⁄2'  | Qvinta        |
| Mixtur IV           | Superoctava      | Dulcian 8'                 | Mixtur IV     |
| Trompet 16'         | Mixtur IV        | Krumbhorn                  | Sesquialtera  |
| Trompet 8'          | Sesquialtera II  | Tri-regal (eller Hautbois) | Cornett IV(?) |
| Trompet 4'          | Krumbhorn 16'    |                            | Basun 16'     |
|                     | Trompet 8'       |                            | Trompet 8'    |
|                     |                  |                            | Trompet 4'    |

### Familj
Anna Margareta Brockman och Gottlieb Nittauff får följande barn tillsammans:
- Johan Nittauff föddes 1715 och blev kanslist vid Kongl. Bergskollegium i Stockholm.
- Bartold Nittauff fick burskap som hökare 1748.
- Gosse, dog i späd ålder.

## Orgelverk
- Ur Michael Valentin Kraus Anno 1711. (Koralbok, LUB Wenster G27)
  - Preludium i e-moll (på två klaver)
  - Preludium i a-moll
  - Preludium i g-moll
  - Preludium i G-dur
  - Preludium i d-moll
  - Preludium i F-dur
- Preludium i C-dur (Wenster G42)
- Preludium i D-dur (Wenster N7)
- Preludium i a-moll, Toccata(Wenster N7)